# Timbal de pasta
El timbal de pasta (timballo di pasta) es una preparación típica del sur de Italia. En el norte, concretamente en Emilia-Romaña, existe un plato similar, llamado pasticcio di maccheroni. Se suele usar pasta tipo macarrón, por lo que también se le conoce como timbal de macarrones (timballo di maccheroni). Se usa un molde llamado timbal que le da su característica forma, y se hornea. Opcionalmente se puede envolver en masa pastafrola u hojaldre. Era un plato de la gastronomía medieval europea; este plato se explica en el recetario valenciano Llibre de Sent Soví (1324). También aparece en la película Il gatopardo (1963) de Luchino Visconti.
A diferencia de otros platos de pasta con salsas, la técnica de hornear el timbal es una manera de cocinar la pasta evitando un gran consumo de grasa, por lo que no fatiga el sistema digestivo. Esto sumado a su gran aporte de hidratos de carbono, resulta en un plato ligero pero muy enérgico.
El timbal de macarrones fue puesto de moda en la corte real de España por Isabel de Farnesio (1692-1766), esposa de Felipe V de Borbón y nacida en Parma.